# Cristiano Otoni
Cristiano Otoni este un oraș în unitatea federativă Minas Gerais (MG), Brazilia.